# ティム・ウォルズ
- ティム・ワルツ
- ティム・ウォルツ

ティモシー・ジェームズ・ウォルズ（Timothy James Walz ([wɔːlz] ( 音声ファイル) WAWLZ), 1964年4月6日 - ）は、アメリカ合衆国の政治家、元教員、元陸軍軍人。第41代ミネソタ州知事。民主党傘下のミネソタ民主農民労働党所属。
アメリカ合衆国下院議員（6期）、アメリカ合衆国下院退役軍人問題委員会筆頭委員などを歴任した。

## 経歴

### 生い立ち
ネブラスカ州ウェストポイントに専業主婦の母ダーリーン・ウォルズ（旧姓：レイマン）と公立学校の管理人ジェームズ・ウォルズの息子として生まれる。父親が肺がんと診断されたことをきっかけに、両親の親戚が暮らすネブラスカ州北西部の田舎町ドーズ郡シャドロンへ家族で引っ越した。
ボイド郡の公立ビュート高校に進学し、夏休みは親戚の農場で仕事に勤しむ。1982年、25人の同級生と一緒に高校を卒業した。卒業後は州外へ出て、アーカンソー州ジョーンズボロの日焼けマシン製造工場で働きながらアメリカ陸軍州兵の任務に当たった。

### 高校教員
教員になるためにネブラスカ州へ戻り、1989年にシャドロン州立大学で社会科学教育の理学士号を取得する。サウスダコタ州パインリッジ・インディアン居留地で臨時教員を務めたのち、1989年から1990年にかけてはNGOのボランティアとして中国福建省の佛山市第一中学で教鞭をとった。
帰国後はネブラスカ州アライアンスにある公立アライアンス高校の教師となり、アメリカンフットボールチームとバスケットボールチームのアシスタントコーチを務めた。さらに、妻のグウェン・ウィップルとともに高校生向けの教育旅行会社を設立し、中国への夏季教育旅行を2008年まで毎年企画した。
1996年、妻グウェンの故郷であるミネソタ州マンケートに移り住み、公立マンケート・ウェスト高校で地理教員の職に就く。通常学級での授業に加え、特別支援学級の生徒への指導も担当した。同校のアメリカンフットボールチームではコーチを務め、1999年にチームを初の州大会出場に導く。また、同性愛者の生徒のいじめ被害に直面したことから、同校で最初のゲイ・ストレート・アライアンス指導員となった。
2001年、ミネソタ州立大学マンケート校で教育リーダーシップの理学修士号を取得する。

### 陸軍州兵

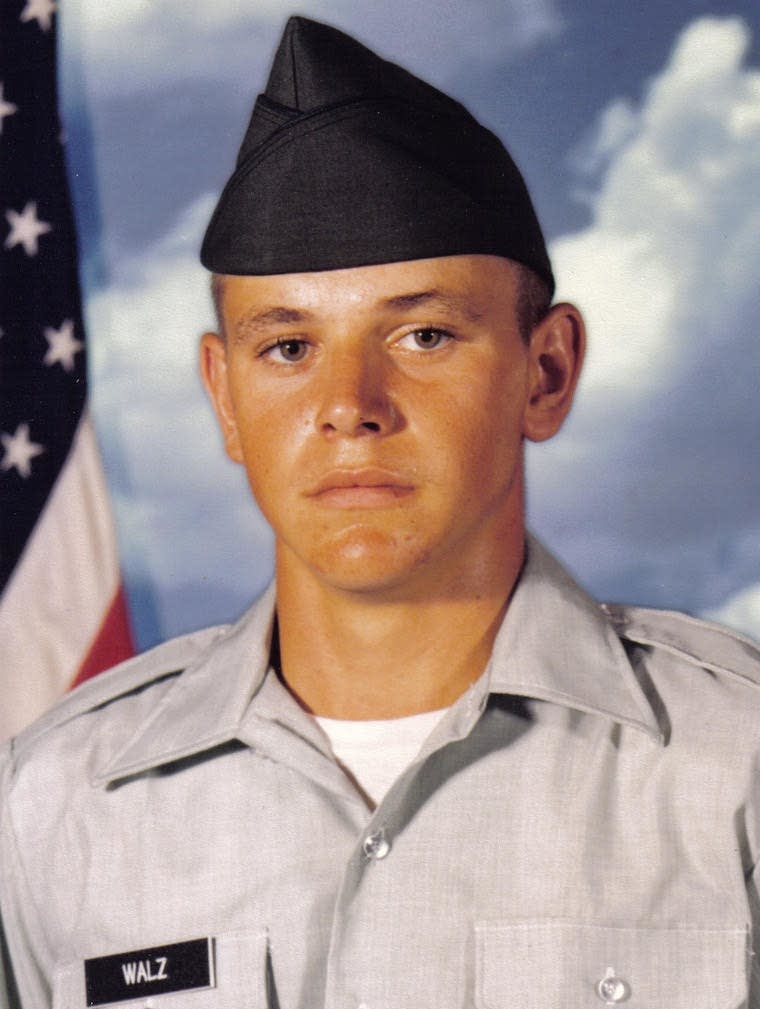
アメリカ陸軍州兵でのウォルズの肖像写真（1981年）

1981年、アメリカ陸軍の予備部隊である陸軍州兵に入隊する。アーカンソー州、テキサス州、北極圏、ミネソタ州ニューアルムなどに配属され、重砲の訓練を専門的に受けた。部隊では洪水や竜巻への災害対応に携わり、海外にも何か月も派遣されたが、戦闘には参加しなかった。1989年にはネブラスカ州から年間最優秀市民兵士の称号を贈られた。
榴弾砲の砲弾を重ねたために聴力の低下が進行し、軍医療委員会から聴覚障害の審査を受けることもあったが、アブミ骨手術を受けたことで聴力は改善した。
2001年に定年退職の時期を迎えるも、同年9月11日のアメリカ同時多発テロ事件後に再入隊する。2003年、不朽の自由作戦の一環としてイタリア共和国ヴィチェンツァに派遣され、9か月間にわたって治安維持の任務に当たった。
24年に及ぶ軍歴の終わりには上級曹長相当の階級に達したが、陸軍曹長アカデミーの課程を修了していなかったため、2005年5月に曹長として退職した。任務を通じて授与された勲章は対テロ戦争従軍記章や陸軍名誉勲章、2つの陸軍功績勲章など多数にのぼる。

### 連邦下院議員

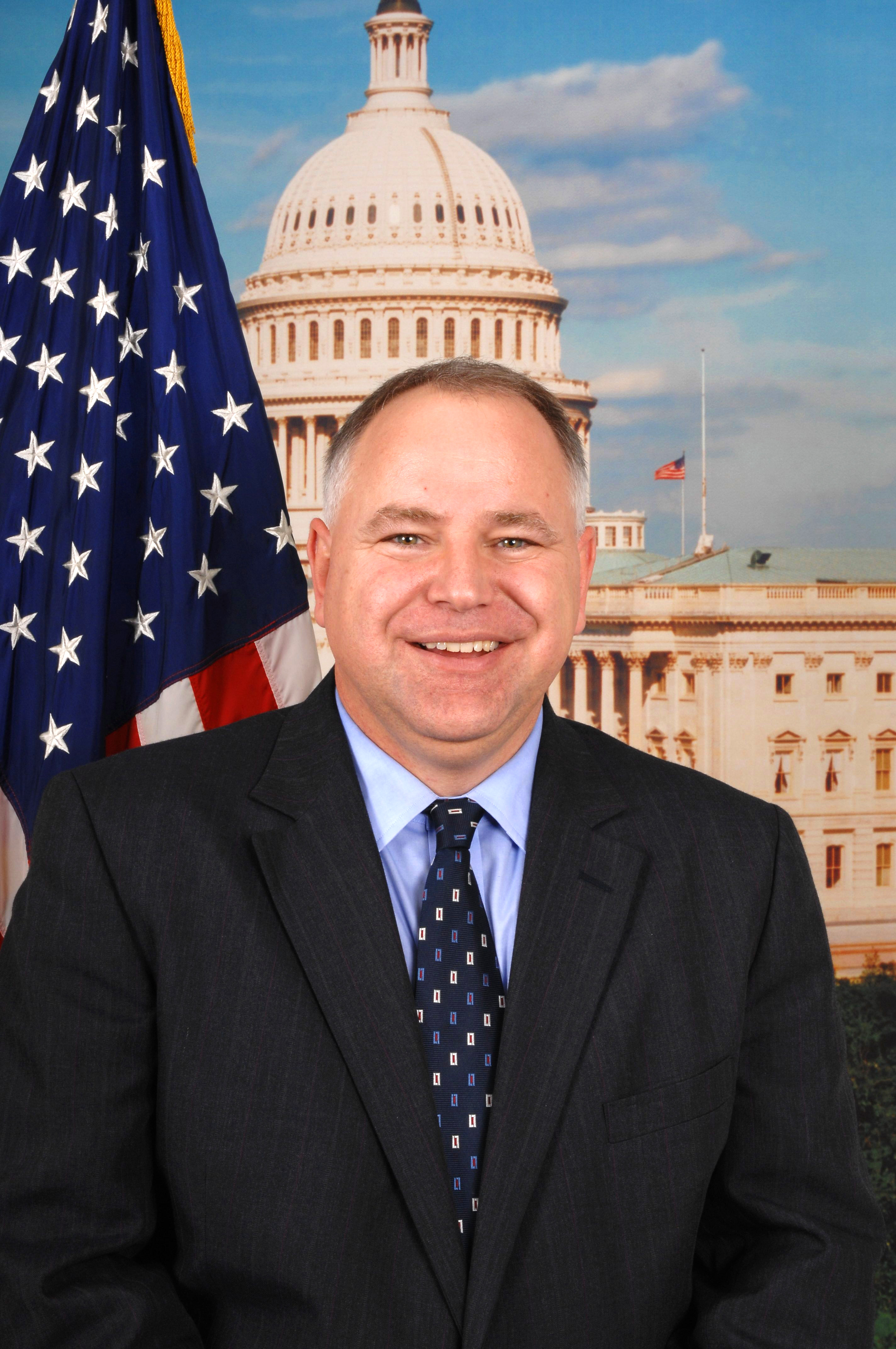
アメリカ合衆国第110議会でのウォルズの肖像写真（2007年）

2006年、アメリカ合衆国下院議員選挙にミネソタ州第1区から立候補することを表明した。9月12日の民主党予備選挙に対立候補は現れなかった。11月7日の本選では共和党現職のギル・グットクネクトを破り、2007年1月3日に下院議員に就任した。
就任後初めての議会では農業委員会と運輸・インフラ委員会に配属されたが、民主党指導部を説得して退役軍人問題委員会にも所属した。2007年2月には軍事委員会の委員にも任命され、下院本会議でジョージ・W・ブッシュ政権によるイラク駐留軍増員計画に反対する演説を行った。
2008年の選挙では62%の得票率で再選を果たし、この選挙区で再選された史上2人目の非共和党議員となった。2010年には共和党候補のミネソタ州議会下院議員ランディ・デマーと無所属の元外交官スティーヴ・ウィルソンとの三つ巴の争いを49%の得票率で制し、2012年・2014年・2016年の選挙でも再選を果たした。
2017年1月3日、マーク・タカノの後任として下院退役軍人問題委員会の筆頭委員に就任する。共和党議員とも協働して外洋海軍ベトナム帰還兵法案を可決に導き、ベトナム帰還兵への手当を復活させるとともに、枯葉剤の影響で身体障害を持って生まれた子どもたちへの補償制度を新たに設けた。

### ミネソタ州知事

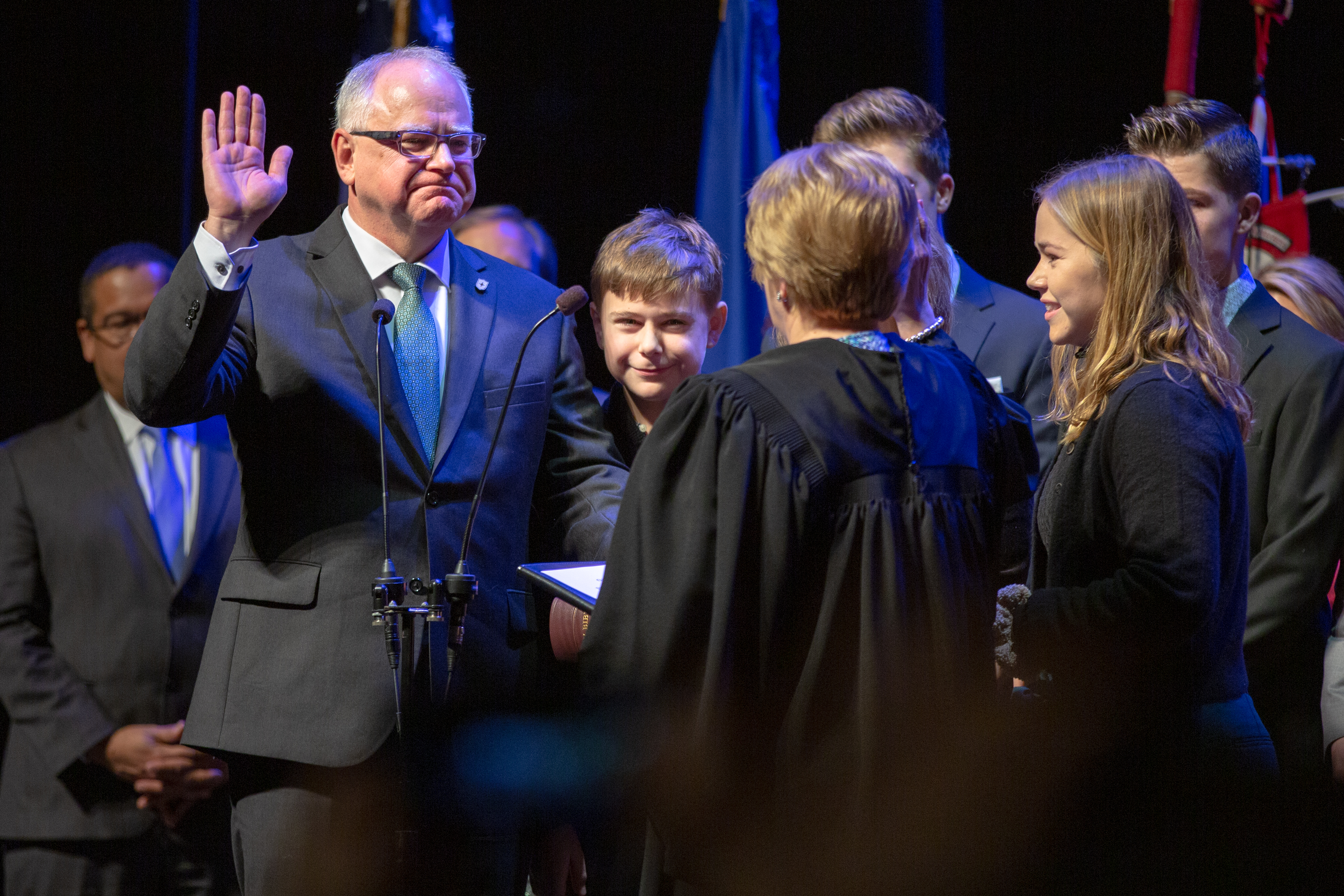
ミネソタ州知事就任を宣誓するウォルズ（2019年1月）

2017年3月27日、民主党所属の現職知事マーク・デイトンが3期目の出馬を断念したことを受け、翌年のミネソタ州知事選挙に立候補することを表明した。2018年11月6日、共和党候補のジェフ・ジョンソンを破り、第41代知事に選出された。
選挙運動中、ミネソタ州兵の士官2人がウォルズの陸軍階級詐称疑惑を告発したが、州兵広報室は詐称の事実を否定した。
ジョージ・フロイドの死をきっかけに2020年5月に発生したミネアポリス反人種差別デモをめぐっては、一部の参加者が暴徒化したため、非常事態宣言を発令して5月28日の深夜に州兵を出動させた。ミネソタ州議会上院多数党院内総務のポール・ガゼルカはウォルズの初動の遅れを批判し、ミネソタ州議会上院運輸・司法・公安合同委員会もウォルズとミネアポリス市長ジェイコブ・フレイを非難する報告書を提出した。これに対してウォルズは、州兵の出動が28日の深夜になったのはミネアポリス市からの出動要請を待っていたためだと釈明し、議会の報告書は共和党の政治的な思惑で作成されたものだと主張した。
2021年10月19日、翌年の州知事選挙に再選を目指して立候補することを表明する。2022年8月9日の民主党予備選挙で勝利を収め、11月8日の本選でも共和党候補のスコット・ジェンセンを52.3%対44.6%の得票率で破って再選を果たした。
2023年12月、ニュージャージー州知事フィル・マーフィーの後任として全国民主党知事会の会長に選出される。民主党全国大会規則委員会の共同委員長にも就任し、2024年民主党全国大会の規定の策定に携わった。

### 2024年大統領選挙
2024年7月22日、アメリカ合衆国大統領ジョー・バイデンが2024年アメリカ合衆国大統領選挙から撤退したことを受け、アメリカ合衆国副大統領カマラ・ハリスへの支持を表明する。テレビ番組のインタビューで共和党候補のドナルド・トランプやJ・D・ヴァンスを「変なやつ（weird）」と形容し、「weird」という単語が若者や民主党関係者の間でミームとして広まるきっかけを作った。
8月2日、ケンタッキー州知事アンディ・ベシア、アメリカ合衆国運輸長官ピート・ブティジェッジ、アメリカ合衆国上院議員マーク・ケリー、イリノイ州知事J・B・プリツカー、ペンシルベニア州知事ジョシュ・シャピロと並んで民主党副大統領候補の最終候補者リストに名を連ねていることが報じられる。8月6日、ハリスによって民主党の副大統領候補に指名された。

## 政治的立場

### 大麻

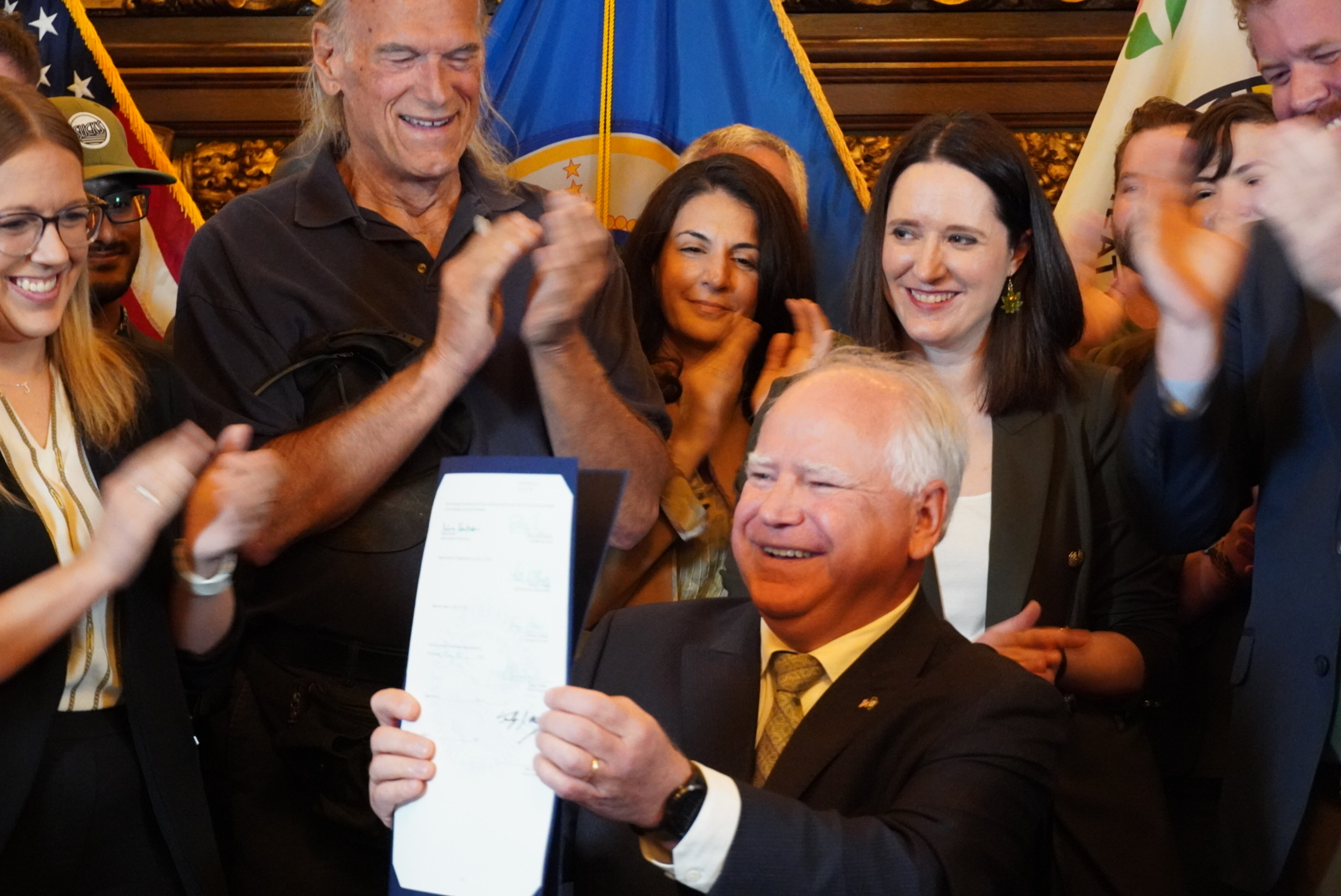
娯楽用大麻を合法化する法案に署名するウォルズ（2023年8月）

2017年のミネソタ州知事選挙では娯楽用大麻の合法化を訴え、「税収を生み出し、雇用を増やし、ミネソタ州の子どもたちを守り、大人が個人の自由に基づいて個人的な決定を下せるようにするべきだ」と主張した。
2022年にミネソタ州大麻管理局の設立を提案し、2023年5月30日には娯楽用大麻を合法化する法案に署名した。法案は同年8月1日に発効された。

### 経済問題
2008年の世界金融危機においては金融機関救済のための財政支出に繰り返し反対し、不良資産買い取りプログラムの採決でも反対票を投じた。法案可決後には「この法案は納税者に責任を転嫁するものだ」「この法案が平均的な住宅所有者を十分に助けず、ウォール街への十分な監視も果たさないことを残念に思う」との声明を発表した。同様の理由から、同年12月には国内の大手自動車メーカーを救済するための財政支出法案に反対票を投じた。
2009年6月、連邦政府に対して「ゼネラルモーターズとクライスラーグループLLCの一時的な所有権をできるだけ早く放棄する」よう求める超党派決議を提出し、政府はこれらの企業の経営に関与してはならないと主張した。

### 教育

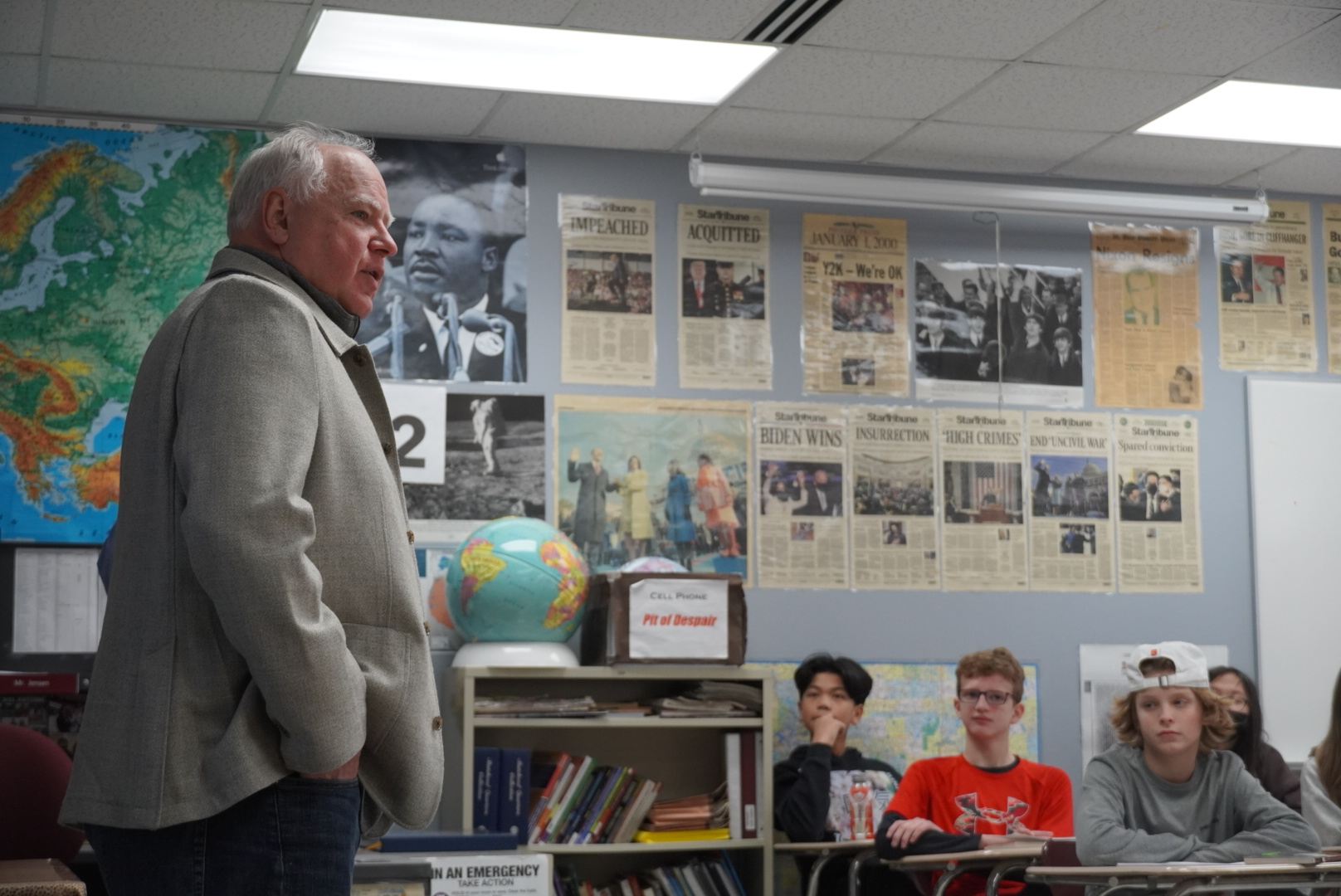
レイク中学校を視察するウォルズ（2022年11月）

教員の能力給に反対する。公立学校への財政支出の強化を訴え、低所得世帯の学生を対象とする公立大学授業料無償化を支持している。
2009年2月12日には「経済の強固な基盤を確保するために最も重要なことは、子どもたちに可能な限り最高の教育を提供することだ」と演説した。これらの教育政策に対して、全米教育協会、全米大学女性協会、全米小学校長協会などの多くの利益団体から強い支持を得ている。
2023年3月、ミネソタ州のすべての児童・生徒を対象とする学校給食費無償化法案に署名した。同年8月、州内の公立学校に対し、4年生から12年生までの児童・生徒に生理用品を無償で提供することを義務付ける法案に署名した。

### 銃規制
アメリカ合衆国下院議員時代は銃の権利を強く擁護し、全米ライフル協会（NRA）からもA評価を受けていた。
2018年にマージョリー・ストーンマン・ダグラス高校銃乱射事件が発生すると、『スター・トリビューン』の意見記事でNRAを非難し、過去にNRAの関連団体から受け取った選挙資金の全額に相当する1万8000ドルをイントレピッド戦没者基金に寄付すると発表した。
2023年、銃所持者の身元調査とレッドフラッグ法を確立する公共安全法案に州知事として署名した。

### 外交問題
中国との協力関係の重要性を訴えつつ、中国における人権侵害に厳しい態度をとる。アメリカ合衆国下院中国問題に関する連邦議会・行政府委員会に参加し、2016年にはチベット仏教の指導者ダライ・ラマ、香港の民主活動家黄之鋒と面会した。2017年、香港人権・民主主義法案の共同提出者として中国の人権状況を非難した。
2023年10月、ハマスによるイスラエル攻撃を非難し、犠牲者を追悼するためにミネソタ州全土で半旗を掲揚するよう命じた。一方で、イスラエルのガザ侵攻に対する抗議デモの参加者には同情的な見方を示し、「パレスチナの民間人が巻き込まれる事態は終わらせなければならない」として機能的な停戦を主張している。

### LGBTの権利
LGBTの権利への支持を訴え、2007年には国内最大のLGBT権利団体であるヒューマン・ライツ・キャンペーンから90％の評価を受けた。
2009年、アメリカ軍の「ドント・アスク、ドント・テル」方針の廃止を主張し、マシュー・シェパード、ジェームズ・バード・ジュニア・ヘイトクライム防止法と性的指向雇用差別禁止法にも賛成票を投じた。2011年には結婚尊重法への支持を表明した。
2023年4月、ミネソタ州での転向療法の実施を禁止する法案に署名するとともに、トランスジェンダーの当事者が性別適合医療にアクセスすることを保障する法案に署名した。

### 中絶の権利
人工妊娠中絶の権利を擁護し、2008年にプランド・ペアレントフッドから100%の評価を得ている。一方で、人工妊娠中絶に反対する全米生命権委員会からはゼロ評価を受けた 。
2023年1月、人工妊娠中絶の権利をミネソタ州法に明記し、最高裁判所の判断にかかわらず権利が保護されることを保障する法案に署名した。

## 私生活
アメリカ福音ルター派教会の信徒である。

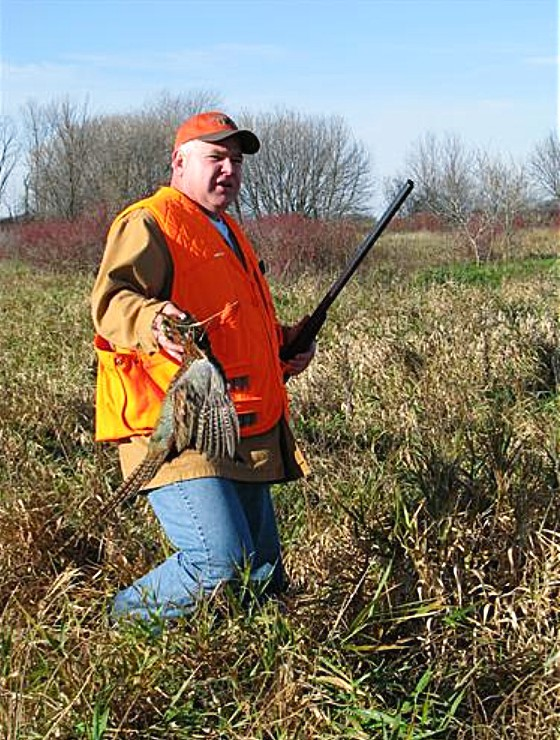
キジ狩り中のウォルズ（2008年）

ドイツ人やスウェーデン人、ルクセンブルク人、アイルランド人の祖先を持つ。父方の高祖父であるセバスチャン・ウォルズは1843年にバーデン大公国クッペンハイムで生まれ、1867年にアメリカ合衆国へ移住後、ネブラスカ州ローレンスにて71歳で死没した。
1994年、アライアンス高校の同僚教師だったグウェン・ウィップルと結婚した。新婚旅行先は中国だった。メイヨー・クリニックで7年間にわたる不妊治療を受け、2001年に長女のホープ、2006年に長男のガスを授かる。ミネソタ州マンケートに20年近く住んでいたが、ミネソタ州知事に選出されてからは2人の子どもを連れてセントポールの州知事公邸に引っ越した。
1995年、友人たちとカレッジフットボールの試合を観戦した帰りに法定速度時速55マイルの区域を時速96マイルで運転し、飲酒運転の容疑で逮捕された。当局からは90日間の免許停止処分を受ける。ウォルズは勤務先であるアライアンス高校の校長に辞職を申し出たが慰留された。のちに裁判所は容疑を飲酒運転から無謀運転に切り替え、ウォルズに罰金200ドルを科した。この事件以来、ウォルズは禁酒を続けている。
高校の化学教師だった弟クレイグは、2016年1月、ミネソタ州グランドマレーでキャンプ中に嵐による倒木に当たって死亡した。同行していたクレイグの息子ジェイコブは重傷を負ったが一命を取り留めた。
ウォルズは株式や証券を所有しておらず、世帯の収入はウォルズの知事給与と妻グウェンの教員給与のみである。納税申告書によれば2022年のウォルズの世帯年収は16万6000ドルだった。州知事公邸に引っ越した際に希望額以下で自宅を売却済みのため不動産も所有していない。資産は年金のみと推定されている。